# Горбівненко Анатолій Тимофійович
Анато́лій Тимофі́йович Горбівне́нко (нар. 18 жовтня 1953, с.Білозір'я, Черкаський район, Черкаська область) — український поет, прозаїк, журналіст, член Національної спілки письменників України (1997) та Національної спілки журналістів України. Лауреат Літературної премії імені Леоніда Глібова.

## Життєпис
Народився Анатолій Горбівненко в учительській родині 18 жовтня 1953 р. в с. Білозір'я Черкаського району Черкаської області. Навчався у восьмирічній №2 та середній №1 с.Білозір'я. Після служби у війську працював на Смілянському радіоприладному заводі. 
Закінчив філологічний факультет Дніпровського університету та психологічний факультет Київського педагогічного університету ім. Драгоманова. 
Від 1974 року мешкає й працює у місті Сміла. З 1985 по 1999 рік (з перервою) учителював у смілянських школах. У 1999–2005 роках практикуючий психолог Центру «Берегиня». Від 2006 року був заступником головного редактора газети «Сміла». Працював секретарем Смілянської міської ради. 
Анатолій Горбівненко працює у видавництві Університету банківської справи Національного банку України завідувачем сектору.

## Творчий доробок
Твори Анатолія Горбівненко друкувалися у журналах «Перець», «Україна», «Українська мова і література в школі», «Вітчизна», альманасі «Вітрила», «Холодний яр», «Клекіт», обласній та всеукраїнській періодиці.
- «Парнасівські будні». — Черкаси: Сіяч, 1992. — 60 с.:іл. — 5000 экз. ISBN 5-7707-2649-0;
- «Кораблик» (книга віршів для дітей). — худож. оформ. С. Афанасьєвої. – Черкаси: Сіяч, 1993.– 20 с.: ілюстр.
- «Добрий день» (1996);
- «Покотьоло» — Черкаси: Брама; Сміла: Білозір'я, 2003. — 95 с. ISBN 966-8021-59-2.

Упорядник двох колективних збірок
- «Мелодії джерел». — Сміла: ДВПП «Тясмин», 2002. — 387 с. — (Література рідного краю). ISBN 966-7036-39-1;
- «Перепустка в безсмертя». — Черкаси: Брама «Україна», 2005. — 440 с.: іл. ISBN 966-8756-28-2.